# Outta Love Again
Outta Love Again (с англ. — «Снова Разлюбила») — песня Американской хард-рок группы Van Halen, пятый трек с альбома Van Halen II.

## О песне
Игра на барабанах в треке чрезвычайно сложна, и многие барабанщики утверждают, что это самая сложная песня Van Halen. В начале песни представлены набивные ноты на электрогитаре, обработанные с помощью высокоскоростного эффекта фланжера для создания эффекта развёртки фильтра вибрато/синтезатора, заканчивающегося комбинацией усилителя и обратной связи флангера (последняя, как известно, не была воспроизведена в других местах). Говорят, что песня была написана ещё в 1973 году, ещё до того, как басист Майкл Энтони присоединился к группе. Однако это никогда не было доказано, и это было бы странно, поскольку песня не фигурирует ни в одной из обширной коллекции демо-версий, записанных группой до выпуска дебютного альбома в 1978 году. Элементы песни были возрождены в 1993 году необычным способом; на клавишных как часть барабанного соло Алекса Ван Халена. Учитывая латиноамериканскую вспышку, это часто использовалось для завершения барабанного соло во всех турах с 1993 по 1998 год.

## Участники записи
- Дэвид Ли Рот — основной вокал
- Эдди Ван Хален — гитара, бэк-вокал
- Майкл Энтони — бас-гитара, бэк-вокал
- Алекс Ван Хален — ударные